# 149e méridien est
En géographie, le 149e méridien est est le méridien joignant les points de la surface de la Terre dont la longitude est égale à 149° est.

## Géographie

### Dimensions
Comme tous les autres méridiens, la longueur du 149e méridien correspond à une demi-circonférence terrestre, soit 20 003,932 km. Au niveau de l'équateur, il est distant du méridien de Greenwich de 16 587 km,.
Avec le 31e méridien ouest, il forme un grand cercle passant par les pôles géographiques terrestres.

### Régions traversées
En commençant par le pôle Nord et descendant vers le sud au pôle Sud, Le 149e méridien est passe par:
| Coordonnées           | Pays, territoire ou mer   | Notes |
| --------------------- | ------------------------- | --- |
| 90° 00′ N, 149° 00′ E | Océan Arctique            | |
| 76° 44′ N, 149° 00′ E | Russie                    | République de Sakha — Île Bennett |
| 76° 39′ N, 149° 00′ E | Mer de Sibérie orientale  | |
| 75° 13′ N, 149° 00′ E | Russie                    | République de Sakha — Île de Nouvelle-Sibérie |
| 74° 43′ N, 149° 00′ E | Mer de Sibérie orientale  | |
| 72° 14′ N, 149° 00′ E | Russie                    | République de Sakha Oblast de Magadan — à partir de 64° 26′ N, 149° 00′ E |
| 59° 27′ N, 149° 00′ E | Mer d'Okhotsk             | Baie Tauyskaya Guba (en) |
| 59° 10′ N, 149° 00′ E | Russie                    | Oblast de Magadan — Ostrov Spafar’yeva (en) |
| 59° 07′ N, 149° 00′ E | Mer d'Okhotsk             | Passe juste à l'est de l'île d'Iturup dans les Îles Kouriles (à 45° 30′ N, 148° 53′ E), administrée par la Russie (Oblast de Sakhaline) mais revendiquée par le Japon (Préfecture de Hokkaidō) |
| 45° 30′ N, 149° 00′ E | Océan Pacifique           | Passe juste à l'ouest de l'île de Narage, Papouasie-Nouvelle-Guinée (à 4° 32′ S, 149° 06′ E) Passe juste à l'est de l'île d'Unea, Papouasie-Nouvelle-Guinée (à 4° 53′ S, 149° 06′ E) |
| 5° 28′ S, 149° 00′ E  | Papouasie-Nouvelle-Guinée | Île de Nouvelle-Bretagne Île Arawe — à partir de 6° 01′ S, 149° 00′ E |
| 6° 09′ S, 149° 00′ E  | Mer des Salomon           | |
| 9° 03′ S, 149° 00′ E  | Papouasie-Nouvelle-Guinée | Île de Nouvelle-Guinée |
| 10° 16′ S, 149° 00′ E | Océan Pacifique           | Mer de Corail — passe par les Îles de la mer de Corail Australie |
| 20° 14′ S, 149° 00′ E | Australie                 | Queensland — Île Whitsunday |
| 20° 19′ S, 149° 00′ E | Océan Pacifique           | Mer de Corail |
| 20° 55′ S, 149° 00′ E | Australie                 | Queensland Nouvelle-Galles-du-Sud — à partir de 28° 58′ S, 149° 00′ E Territoire de la capitale australienne — à partir de 35° 12′ S, 149° 00′ E, Passe juste à l'ouest de Canberra (à 35° 20′ S, 149° 07′ E) Nouvelle-Galles-du-Sud — à partir de 35° 54′ S, 149° 00′ E Victoria — à partir de 37° 07′ S, 149° 00′ E |
| 37° 47′ S, 149° 00′ E | Océan Pacifique           | |
| 60° 00′ S, 149° 00′ E | Océan Austral             | |
| 68° 21′ S, 149° 00′ E | Antarctique               | Territoire antarctique australien, partie de l'Antarctique revendiqué par l' Australie |